# Kota (Rajasthan)
Kota (Hindi: कोटा koṭa) is een stad in het gelijknamige district Kota in de staat Rajasthan in het noorden van India. De stad ligt aan de oostelijke oever van de rivier Chambal. Tijdens de volkstelling van 2001 had de stad 695.899 inwoners. De stad bestaat al sinds de 12e eeuw voor Christus.
Kota is een industrieel centrum voor de gehele regio, vooral voor de katoenverwerking. In Kota ligt ook de grootste verwerker van kunstmest van heel Azië.
De stad is een belangrijk coachingcentrum voor voorbereiding op competitieve examens voor onder andere IIT's en heeft een aantal technische en medische coachinginstituten.